# Наумово (Рязанский район)
Наумово — деревня в Рязанском районе Рязанской области. Входит в состав Листвянского сельского поселения.

## География
Находится в северо-западной части Рязанской области на расстоянии приблизительно 27 км на юго-восток по прямой от вокзала станции Рязань I.

## История
Деревня была отмечена уже на карте 1850 года как поселение с 56 дворами. В 1859 году здесь (тогда деревня Рязанского уезда Рязанской губернии) было учтено 65 дворов, в 1897—181.

## Население
Численность населения: 545 человек (1859 год), 1145 (1897), 447 в 2002 году (русские 87 %), 372 в 2010.